# Скереда щетиняста
Скереда щетиняста, баркгаузія щетиниста як Barkhousia setosa (Crepis setosa) — вид рослин з родини айстрових (Asteraceae), поширений у Європі, Туреччині, Азербайджані, Грузії.

## Опис
Однорічна рослина 30–120 см. Вся рослина жорстко-волосиста. Листки великозубчасті або стругоподібно надрізані, стеблові — зі стрілоподібною стеблоохопною основою. Квітки жовті, трохи перевищують обгортку. Сім'янки 3.5–4.5 мм завдовжки; носик коротше сім'янки.

## Поширення
Поширений у Європі, Туреччині, Азербайджані, Грузії; натуралізований в Австралії, США, Аргентині.
В Україні вид зростає на сухих трав'янистих схилах, на луках і полях як бур'ян — у Закарпатті, зазвичай; на півдні Степу (Миколаїв) і в Криму (крім поясу букових лісів), зрідка.